# Baden (Austria)
Baden, Baden bei Wien – powiatowe miasto uzdrowiskowe w Austrii, w kraju związkowym Dolna Austria, siedziba powiatu Baden. Liczy 25 229 mieszkańców (1 stycznia 2014). Leży ok. 26 km na południe od Wiednia, nad rzeką Schwechat, dopływem Dunaju. 
W 2021 roku miasto – jako jedno ze wspaniałych miast uzdrowiskowych Europy – zostało wpisane na listę światowego dziedzictwa UNESCO.

## Atrakcje
- baseny termalne (Römertherme, Strandbad[3])
- kasyno Kongress Casino Baden
- park zdrojowy[4]
- ogród różany (doroczny Festiwal Róż w czerwcu)
- uprawa wina
- źródła siarkowe o temperaturze 37 °C
- Teatr Miejski wybudowany w 1909 r[5].
- Synagoga odbudowana w 2005 r.[6]

## Zabytki
- gotycki kościół św. Stefana (St. Stephan[7])
- ruiny zamku Rauhenstein(XIII, XVI-XVII wiek)
- ruiny zamku Rauheneck (XII, XVIII wiek)
- zabytkowe kamienice i ratusz